# Franz Vollgruber
Franz Vollgruber (11. února 1847 České Budějovice – 14. dubna 1917 České Budějovice) byl rakouský a český pedagog a politik německé národnosti, na počátku 20. století poslanec Českého zemského sněmu.

## Biografie
Narodil se do rodiny měšťana a sklářského mistra Johanna Vollgrubera a jeho manželky Teresie, rozené  Ružákové. Vystudoval gymnázium v Českých Budějovicích. Působil pak jako učitel. Od roku 1890 byl ředitelem německé obecné a měšťanské školy v I. okresu v Českých Budějovicích. Byl rovněž veřejně a politicky aktivní. Působil coby předseda budějovického spolku německých učitelů a zasedal v obecním zastupitelstvu. Byl také jednatelem správního výboru městského muzea.
Na přelomu století se zapojil i do zemské politiky. V doplňovacích volbách v prosinci 1899 byl zvolen do Českého zemského sněmu v kurii měst (volební obvod České Budějovice), poté co dosavadní poslanec, Adalbert Wunderlich mladší, nezískal potvrzení svého mandátu. Vollgruber zde byl opětovně zvolen v řádných volbách v roce 1901. Politicky patřil k Německé pokrokové straně (němečtí liberálové). Na sněmu se zaměřoval na školské otázky, zasedal v školské sněmovní komisi.
Zemřel na mozkovou mrtvici v dubnu 1917. Pohřben byl na hřbitově v Mladém.